# Lesk

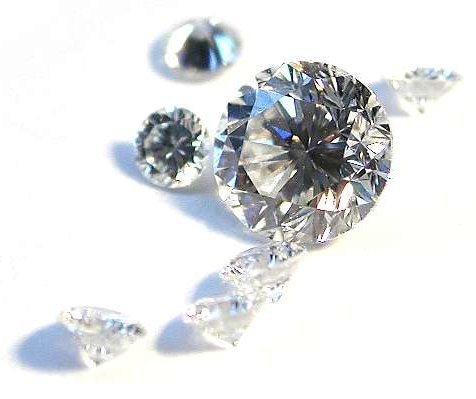
Ukázka diamantového lesku.

Lesk je fyzikální vlastnost, která je řazena do skupiny vektorových. Jedná se o schopnost tělesa odrážet dopadající světlo. Vyjadřuje se pomocí odrazové mohutnosti, či pomocí indexu odrazové mohutnosti, která se udává číselně. Je měřen pomocí speciálních přístrojů zvaných fotometry, které udávají procentuální číslo mezi dopadajícím světlem a světlem odraženým z nabroušené plochy minerálu.

## Druhy lesku
- kovový – typický pro kovy a sulfidy (zlato, stříbro, pyrit, galenit)
- polokovový – typický pro průsvitné minerály s vysokou odrazivostí, převážně ze skupiny oxidů (wolframit)
  - diamantový – charakteristický vysokým indexem lomu (diamant, sfalerit)
  - skelný – typický pro střední a nízký index lomu (křemen, živec)
  - perleťový - dochází ke dvěma jevům, interferenci dopadajícího světla a lomu (sádrovec, mastek)
  - matně voskový – (opál)
  - matný – charakteristický pro nízké indexy lomu (zemité agregáty)
  - hedvábný – nejčastěji u vláknitých minerálů (azbest)
  - smolný